# Медресе Надира Мухаммад-хана
Медресе Надира Мухаммад-хана (Надр Мухаммад-хана) — утраченное здание медресе в Балхе (Южный Туркестан; Афганистан), воздвигнутое в первой половине XVII века при узбекском правителе Имамкули-хане на средства его брата и преемника — Надир Мухаммада.
Основатель медресе — Надир Мухаммад правил в Балхском ханстве в первой половине XVII века и в Бухарском ханстве — после отречения от престола Имамкули-хана.
Медресе Надира Мухаммада находилось напротив медресе Абдулла-хана и, по свидетельству очевидца, было на несколько выше него. Во дворе медресе была мечеть с четырьмя учебными аудиториями (дарсхана) и библиотека (китабхана). В вакф медресе хан выделил из своей собственной библиотеки 2000 томов книг, передал баню, мельницу, торговых лавок и несколько кошей земли. Эти земли были расположены в трёх больших селениях Балха. В числе архитекторов, опытных геометров и искусных мастеров источники называют Мир Касима, устад Хаджи, устад Нурмухаммада и других. В собственной библиотеке хана работал целый штат переписчиков. Известно, что в его библиотеке был переписан ряд ценных сочинений. Примечательно, что единственный в мире список заключительной части «Бахр аль-асрар», хранящийся ныне в Лондоне, тоже из Балха и переписан в библиотеке Надир Мухаммада.